# NK Sloga Račinovci
NK Sloga Račinovci je nogometni klub iz Račinovaca.
Trenutačno se natječe se u 2. ŽNL Vukovarsko-srijemskoj.